# Zbyslav (Vrdy)
Zbyslav (německy Sbislau) je vesnice, část obce Vrdy. Leží asi sedm kilometrů severovýchodně od Čáslavi. Protéká tudy řeka Doubrava. Východně od osady teče Starkočský potok, který je pravostranným přítokem Doubravy.

## Historie
První písemná zmínka o vesnici pochází z roku 1131.

## Pamětihodnosti
- Kostel Nejsvětější Trojice
- Přírodní památka Zbyslavská mozaika
- Zbyslavský špýchar
- Fara čp. 1
- Dům čp. 56
- Usedlost čp. 57
- Základní škola čp. 76

## Osobnosti
- Karel Petr (1868–1950), matematik a univerzitní profesor
- František Vladimír Lorenc (1872–1957), polyglot, filantrop, autor duchovní literatury, učitel a překladatel, autor první učebnice esperanta pro Čechy (1890), prožil většinu svého života v Brazílii